# Musée d'archéologie et du patrimoine Marius-Vazeilles
Le musée d'archéologie et du patrimoine Marius Vazeilles, situé sur le territoire de la commune de Meymac (Corrèze), est un musée d'histoire installé dans l'une des ailes de l'abbaye Saint-André de Meymac, ancienne abbatiale bénédictine, aux portes du plateau de Millevaches.

## Historique
Quelques années après la mort de Marius Vazeilles, figure locale de Meymac, garde général des Eaux et Forêts et expert forestier, naturaliste, archéologue et ethnographe autodidacte, ainsi que militant politique, sa famille choisit d'ouvrir au public les collections archéologiques, ethnographiques et minéralogiques qu'il avait accumulées au cours de sa carrière.
Pour ce faire, elle créa en 1976 l’association « Fondation Marius Vazeilles » afin de présenter son œuvre multidisciplinaire et de mettre en valeur ses collections. Avec la municipalité, il fut décidé d'aménager un musée place du Bûcher, dans l'aile est de l'abbaye mitoyenne de l'église qui abrita jadis la salle capitulaire et le dortoir des moines.
La majeure partie des collections du musée a été réunie grâce à Marius Vazeilles. Au cours de ses nombreuses années d'activité, il a sillonné le plateau de Millevaches et rassemblé, souvent avec l’aide des habitants, un important ensemble de pièces archéologiques et anthropologiques.
Depuis août 2015, la commune de Meymac est propriétaire des collections. En partenariat avec l’association fondatrice, elle veille à les conserver dans leur intégrité, à les gérer, à les maintenir à Meymac et à les mettre à disposition du public.

## Présentation
Les collections sont réparties sur trois niveaux qui couvrent environ 300 m2. Elles illustrent les activités, les rites et les coutumes des sociétés humaines qui se sont succédé en haute Corrèze. Le musée organise une ou des expositions temporaires annuelles qui peuvent conduire à modifier la présentation des collections permanentes.
Devant le musée a été inauguré en 2017 le buste en bronze de Marius Vazeilles sculpté par Sébastien Langloÿs.

## Activités
La présentation du fonds permanent (archéologie et ethnographie régionale) a entièrement repensée pour la saison 2013, notamment sous la direction de l'archéologue Guy Lintz, à l'époque vice-président de l'association gestionnaire du musée.
Le musée organise également des expositions temporaires tant sur des thématiques locales que régionales ou relatives à l'archéologie ou l'ethnographie. Depuis 2017, une exposition de plus grande importance est présentée, en général entre mai-juin et octobre-novembre. Ces expositions sont complétées par un programme culturel d'animations (conférences, sorties, ateliers…).

### Exposition permanente
- Outils des époques paléolithique, néolithique (bifaces, haches polies), mobilier funéraire, objets de la vie courante d'époque gallo-romaine et médiévale et objets du site des Cars.
- Dans la salle des combles, différentes scènes thématiques présentent la vie paysanne locale du XIXe au milieu du XXe siècle avec des objets de la vie courante rurale du plateau de Millevaches[5].

#### Pièces exposées
(Sélection de pièces notables du musée.)
- Vénus gauloise du IIe siècle, en terre blanche de l’Allier, trouvée dans la villa gallo-romaine des Mazières, commune de Gourdon-Murat[6], la première trouvée en Corrèze[7]
- Urnes cinéraires en verre[8],[9] :
  - Urne des Marteaux, trouvée sur la commune de Maussac[10]
  - Urne de Leyrit, trouvée sur la commune d’Affieux[11]
- Coffre funéraire[12]
- Ciseaux de Valiergues, provenant d’un village médiéval fouillé par Marius Vazeilles au lieu-dit Le Bois des Brigands[13]
- La main de La Maladie, trouvée à Meymac La main, en bas-relief sur le granite, est amputée de la dernière phalange de doigts[14] ; elle devait être mise en évidence à l’entrée du village pour avertir de la présence de malades. Le nom du lieu-dit, La Maladie, viendrait du confinement de malades (lépreux, pestiférés…) à cet endroit[15].

### Expositions temporaires
- 2024 : « Sacrés objets »[16],[17] L'exposition présente une cinquantaine d’objets religieux remarquables issus des églises, sacristies ou mairies de haute Corrèze et du sud de la Creuse[16].
- 2023 : « Animi et Corpora », l'Antiquité au féminin[18]
- 2022 :
  - « Archéologuez-vous ! » (deuxième saison)[19]
  - « La mine de charbon de Lapleau-Maussac / Le Janoueix »[19]
- 2021 : « Archéologuez-vous ! »[20] - Techniques de fouilles et sites gallo-romains de la haute Corrèze
- 2020 : « [Re]découvrir Vazeilles »[21]
- 2019 : « Étonnants Gaulois »[22]
- 2018 : « Y croyez-vous ? Sorcellerie et guérison »[23]
- 2017 : « Splendeur et mystères des Étrusques »[24],[25],[26]
- 2016 : 
  - « La nuit, entre terre et ciel », dessins de l’artiste français Maldo Nollimerg[27]
  - « Entre Terre et Ciel », les rites de la mort, leurs fonctionnements et leurs places dans les sociétés de la Préhistoire à nos jours[28],[29]
- 2015 : « Carola Ernst dans les collections du musée »[30],[31],[32]
- 2014 : 
  - « Éclat de vie » de la médiathèque Haute-Corrèze Communauté
  - « Voyage archéologique en Corrèze » du conseil départemental de la Corrèze
- 2013 : Rénovation de la présentation muséologique des collections permanentes du musée
- 2012 : 
  - « Les granges limousines et leurs nouveaux usages » du CAUE de la Corrèze[33]
  - « Mon cabinet de curiosité » en collaboration avec l'école forestière de Meymac et le Centre international d'art et du paysage de Vassivière
- 2011 : « Les femmes du plateau de Millevaches, leur émancipation au XXe siècle »
- 2010 :
  - « Darwin et la théorie de l'évolution vu par les élèves de 3e du collège La Prairie »
  - « Le sacré en Russie : les icônes »
  - « L'archéologie du paysage » par le Centre régional de documentation sur l'archéologie du paysage (CERDAP)[34] à Uzerche
  - « À la découverte du patrimoine houiller et minier du canton de Meymac » en collaboration avec l'association des anciens élèves de Maussac
- 2009 : « L'utilisation de l'eau sur le plateau de Millevaches (moulin, bonnes fontaines, tourbières…) » en collaboration avec l'IEO
- 2008 : 
  - « Avoir 20 ans dans les tranchés »
  - « La Déclaration universelle des droits de l'homme de A à Z » de la Maison de l'Europe
- 2007 : 
  - « La Première Guerre mondiale en Corrèze »
  - « Impression de Meymacie », photos et témoignages sur les perceptions de Meymac et de ses environs
  - « La Terre vue du ciel », photographies de Yann Arthus-Bertrand
  - « L'Europe une histoire d'avenir » de la Maison de l'Europe
- 2006 : 
  - « Marcelle Delpastre, l'écrivaine-paysanne » de la Maison de l'arbre
  - « L'école d'antan »
- 2005 : « L'amadouvier, l'histoire d'un champignon hors du commun » de l’université I et III de Montpellier